# Gianluca Aureliano
Gianluca Aureliano (Bologna, 29 febbraio 1980) è un arbitro di calcio italiano.

## Carriera
Appartiene alla sezione AIA di Bologna.

### Anni 2010
Di professione avvocato, inizia ad arbitrare nel 1999 e dopo il classico iter nelle categorie inferiori, nella stagione 2008-2009 inizia ad arbitrare match per la CAN PRO e a partire dalla stagione 2010-2011 dirige numerose partite in questa categorie. Dirige complessivamente 108 partite in Lega Pro, una gara di play-out nella stagione 2009-2010, una gara di play-off nella stagione 2010-2011, due in quella successiva e tre nell'ultima.
Nella stagione 2013-2014 viene promosso in CAN B, esordendo nella prima giornata nella gara Empoli-Latina (3-1). In questa prima stagione in Serie B dirige 15 partite.
A fine stagione è designato per dirigere la gara di Serie A tra Catania-Atalanta (terminata 2-1), che sancisce l'esordio dell'arbitro bolognese in massima serie.
Nelle stagioni 2014-2015 è confermato in CAN B dove dirige 16 gare. Si rende protagonista di un episodio particolare nella partita Frosinone-Virtus Entella: sul risultato di 3-2 concede sullo scadere un calcio di rigore, contestato dai padroni di casa, agli ospiti, che verrà poi trasformato. La partita termina 3-3 ma successivamente si scopre che tra i giocatori del Virtus Entella circolava un bigliettino sul quale c'era scritto che la squadra avrebbe segnato su calcio di rigore. Questo avvenimento costringe l'arbitro a lasciare lo stadio scortato dalla polizia.

### Anni 2020
Il 1º settembre 2020 viene inserito nell'organico della CAN A-B, nata dall’accorpamento di CAN A e CAN B: dirigerà sia in Serie A che in Serie B. Nella stagione 2020-2021 viene designato in 6 partite del massimo campionato e in 10 in cadetteria.
Al termine della stagione 2020-2021 conta 16 presenze in Serie A.
Il 30 settembre 2021 l'AIA rende nota la sua nomina a Video Match Official (ufficiale di gara che svolge la funzione di VAR) della FIFA, con decorrenza dal 1º gennaio 2022.
Il 2 marzo 2022 è VAR in AEK Atene-PAOK Salonicco, gara della Greek Super League (il massimo campionato greco), diretta dall'italiano Michael Fabbri con gli assistenti arbitrali italiani Valerio Colarossi e Filippo Valeriani.
L'11 gennaio 2023, nell'ambito di una collaborazione tra l'AIA e la Federazione Cipriota, dirige AEL Limassol-Apollon Limassol (ottavi di finale della Coppa nazionale di Cipro), coadiuvato dal VAR italiano Aleandro Di Paolo.
Il 21 maggio 2023, nell'ambito di una collaborazione tra la Federazione Cipriota e l'AIA, insieme al collega Marco Serra, viene chiamato ad arbitrare Apollōn Limassol-APOEL, valida per A' Katīgoria.
A settembre 2023, nell'ambito di una collaborazione tra la Federazione Cipriota e l'AIA, è VAR in Doxa-AEK Larnaca, diretta dall'italiano Francesco Fourneau, mentre dirige Omonia Nicosia-APOEL Nicosia, coadiuvato al VAR da Fourneau.
Il 4 novembre 2023, nell'ambito di una collaborazione tra l'AIA e la Federazione Calcistica degli Emirati Arabi Uniti svolge il ruolo di VAR una partita del massimo campionato locale, la UAE League, ovvero Ajman-Al Wahda. Assiste l'arbitro italiano Michael Fabbri, affiancato dagli assistenti Marco Bresmes e Davide Imperiale.
Il 22 gennaio 2024 è AVAR nella finale di Supercoppa Italiana Napoli-Inter, diretta da Antonio Rapuano e terminata 0-1.
Il 1° luglio 2025 viene dismesso dalla CAN per sopraggiunti limiti di età.